# Cs. Király Tamás
Cs. Király Tamás (születési neve: Soukaseum Tamás) (Szombathely, 1990. szeptember 22.) műsorvezető, youtuber, az Ultrahang biztonságpolitikai YouTube-csatorna alapítója, a Hit Rádió felelős-szerkesztője, műsorvezetője.

## Származása, családja, tanulmányai
Édesapja laoszi származású. 2004-ben vette fel nevelőapja vezetéknevét (Cseszkó Tamás). 2019-től családtörténeti okok miatt a Király Tamás nevet viseli.
2019 óta felesége Király Kinga.
Tanulmányait a Kanizsai Dorottya Gimnáziumban kezdte. Jelenleg az ELTE Állam- és Jogtudományi Kar hallgatója.

## Szakmai pályafutása
Tizenhat évesen, 2006-ban lett a Hetek Országos Közéleti Hetilap tudósítója. 2007-től Szombathely Megyei Jogú Város diák-alpolgármestere.  2009-től különböző hírportálok szerkesztő-újságírója,  2013-tól a Vas Népe megyei napilap munkatársa és a Szombathelyi7Nap hetilap főszerkesztője. Dolgozott a Savaria Szimfonikus Zenekar sajtófőnökeként,  és tagja volt a Savaria Történelmi Karnevál Közhasznú Alapítvány kuratóriumának is.
2017-től a Hit Rádió műsorvezetője, majd felelős-szerkesztője. 2021-ben a gardróbszobájából indította el az Ultrahangot, mely Magyarország egyik leghallgatottabb YouTube-csatornájává vált.  A feliratkozók száma elérte a 190 ezret, a lejátszások száma pedig a 133 milliót (2024. szeptemberi adat).

### Jelenleg futó műsorai
- Kérdezzen Nógrádi Györgytől! (Ultrahang)
- Frontember Georg Spöttlével (Ultrahang)
- Korkapcsolás Robert C. Castellel (Ultrahang)
- Moszkva tér Stier Gáborral és csapatával (Ultrahang)
- Támaszpont Vukics Ferenccel (Ultrahang)
- Ultrahang Somkuti Bálinttal (Ultrahang)
- Két tűz között Krausz Tamással és Gavra Gáborral (Ultrahang, ATV, Árral Szemben)
- Parancsnoki szemle Ruszin-Szendi Romulusszal (Ultrahang)
- Ultrahang elemzőközpont (Ultrahang)
- Valami Amerika (Ultrahang)
- Létkérdés (Hit Rádió)
- Igazság Ligája (Hit Rádió)

### Korábbi műsorai
- Középpont (Hit Rádió)
- Gyújtópont (Hit Rádió)
- Tiszta Szex (Hit Rádió)
- Újratervezés (Hit Rádió)
- Hitköznapok (Hit Rádió)

## Könyve
2022 decemberében jelent meg első könyve, melyet Nógrádi György biztonságpolitikai szakértővel közösen jegyez: Az Orosz-ukrán háború a színfalak mögött, Freespirit Publishing, ISBN 9786158219327
2023-ban jelent meg Robert C. Castel: Verekedő hegyek között. 77 jó tanács a világrendváltáshoz című könyve, melynek szerkesztője volt.

## Kitüntetése
Munkáját 2015-ben a Vas Megyei Önkormányzat Kuntár Lajos Sajtó-díjjal ismerte el.

## Személye körüli viták
2017 júniusában költségvetési csalás miatt egy év, két évre felfüggesztett börtönbüntetésre ítélték. Mivel az okozott kárt és büntetést – közel 5 millió forintot – megtérítette, mentesült az ítélet büntetőjogi következményei alól.  A büntetőügy során nem tagadta személyes felelősségét, fiatalkori naivitását, erről a nyilvánosságot több ízben is tájékoztatta.

## Külső hivatkozások
- Facebook oldala

- Instagram oldala
- YouTube oldala